# Beast (Marvel)
Dr. Henry Philip "Hank" McCoy, beter bekend als Beast (Nederlandse benaming; Het Beest), is een fictieve superheld uit de strips van Marvel Comics, en een van de originele leden van de X-Men. Het personage werd bedacht door Stan Lee en Jack Kirby, en verscheen voor het eerst in X-Men #1 (September 1963).
Beast is een mutant. Toen hij voor het eerst in de strip verscheen leek hij op een mens met enorm grote handen en voeten, wat hem toegenomen kracht en wendbaarheid gaf. Later kreeg hij, als gevolg van verdere mutatie, een meer beestachtig uiterlijk met onder andere een blauwe vacht en klauwen. In deze vorm is Beast het bekendst onder striplezers.
Ondanks zijn woeste uiterlijk is Beast een man van de kunst en een wetenschapper. Hij is een autoriteit op het gebied van biochemie en genetica, en de persoonlijke arts van de X-Men. Op Xaviers school is hij onder andere scheikunde- en wiskundedocent. Hij is ook een politieke activist voor mutantenrechten.

## Biografie

### Oorsprong
Henry Philip McCoy werd geboren in Dunfee, Illinois, in de Verenigde Staten.
Hij was de zoon van Norton en Edna McCoy. Zijn vader werkte in de lokale kerncentrale en werd ooit blootgesteld aan intense ioniserende straling, wat de oorzaak lijkt te zijn voor zijn zoons mutatie. Hank werd geboren met enorm intellect en met zeer grote handen en voeten. Sterker nog: zijn ledematen waren vergelijkbaar met die van een gorilla. Dit leverde hem op school de bijnaam Magilla Gorilla op.

### Bij de X-Men
Henry’s afwijking zette zich voort tijdens zijn puberteit. En hoewel zijn krachten hem een groot voordeel gaven bij de atletieklessen op zijn school, kreeg hij al gauw vijandigheid van zijn medestudenten en andere niet-mutanten te voortduren. Hij werd benaderd door Charles Xavier, die hem een plaats op zijn school aanbood. Hier werd Hank voorgesteld aan de X-Men, van wie hij lid werd. Daar leerde Henry ook raven darkhmole kennen en werden beiden verliefd, maar het bleek toch niets te zijn. Hij nam voor het eerst de codenaam Beast aan. Naast gevechtstraining studeerde Beast andere onderwerpen variërend van differentiaalvergelijkingen tot Proust onder Xaviers begeleiding.
Enkele jaren later, in Amazing Adventures (vol. 2) #11, verliet Beast de X-Men na zijn doctoraat in biofysica te hebben gehaald. Hij werd een onderzoeker voor Brand Corporation, een genetica onderzoeksinstelling. Hier isoleerde Beast een hormoon extractie dat iedereen tijdelijk in een mutant kon veranderen. Hij gebruikte het op hemzelf om zijn ware identiteit te verhullen terwijl hij een poging deed diefstal van zijn onderzoekswerk te verhinderen. Echter, hij wachtte te lang met het terugdraaien van het proces waardoor hij permanent muteerde. Als gevolg kreeg Beast een grijze vacht (die later blauw werd), scherpe oren en tanden en klauwen. Ook zijn zintuigen en natuurlijke genezing namen sterk toe.
Ondanks deze veranderingen accepteerde Beast zijn lot en is hij een van de meest optimistische superhelden. Als verdere tegenhanger van zijn woeste uiterlijk is hij een intellectueel persoon wiens taalgebruik en manieren welsprekend en formeel zijn. Samen met Mr. Fantastic, Iron Man en Henry Pym is Beast een van de meest gerespecteerde wetenschappers in het Marvel Universum.

### Tijd bij de Avengers
Niet lang na zijn transformatie werd Beast gerekruteerd door de Avengers. Hij bleef enkele jaren lid van dit team en werd goede vrienden met Wonder Man. Hij verliet de Avengers af en toe om de X-Men te helpen in lastige situaties (zoals tijdens de "Dark Phoenix Saga"). Hij keerde wel telkens weer terug naar de Avengers. Uiteindelijk verliet Beast de Avengers voorgoed zodat (aangezien het team nu een limiet van zes leden had) nieuwe rekruten zich konden aanmelden.

### De Defenders en X-Factor
Beast werd lid van de maar kort bestaande superheldengroep de Defenders, waar hij uiteindelijk een van de weinige overlevende leden was toen de groep uit elkaar ging. Hij en zijn medeoverlevende Defenders, Iceman en Archangel werden door Cyclops en Jean Grey opgeroepen om met hen de groep X-Factor te vormen. In de begindagen van X-Factor werd Beast ontvoerd door de vader van Artie Maddick, een andere mutant. Hij gebruikte Beast als proefpersoon om een geneesmiddel te testen dat hij had ontwikkeld om Arties mutatie te genezen. Eenmaal geïnjecteerd met het middel kreeg Beast zijn oude menselijke vorm weer terug.
In X-Factor (vol. 1) #19, werd Beast geïnfecteerd door Apocalypseruiter Pestilence, maar hij stierf niet aan de gevolgen. Zijn lichaam was in staat de infectie af te slaan, ten kostte van zijn intelligentie. Elke keer als Beast zijn kracht gebruikte daalde zijn intelligentie, tot hij uiteindelijk niet slimmer meer was dan een kind. Nadat hij een aanval van infectia, die eigenlijk bedoeld was voor Iceman, opving, viel hij in een coma. Terwijl hij in coma lag begon zijn lichaam de effecten van Infectia’s aanval langzaam teniet te doen, waarbij Beast steeds tussen zijn menselijke en beestvorm heen en weer veranderde. Toen hij uiteindelijk uit zijn coma ontwaakte, was hij weer in zijn beest vorm, en met zijn oude intelligentie.

### Terug bij de X-Men
Na een tijdje begonnen veel mutanten op Aarde extra mutaties te ondergaan, vaak in de vorm van extra krachten of versterking van hun oude krachten. Na op brute wijze te zijn aangevallen, versnelde Sage Beasts tweede mutatie zodat die zich direct zou voltrekken. Door de mutatie kreeg Beast een meer katachtig uiterlijk. Het kostte een tijdje voordat Beast aan zijn nieuwe gedaante gewend was. Na een psychische aanval op hem door Cassandra Nova werd Beast opgejaagd door de angst dat deze extra mutatie de eerste stap was in een continue devaluatie.
Nadat er een genezing werd ontdekt tegen mutatie dacht Beast er serieus over na om dit te nemen, in de hoop weer als mens over straat te kunnen. Maar uiteindelijk wist Wolverine hem hiervan af te houden, omdat het naar zijn mening een slecht voorbeeld zou zijn tegenover andere mutanten.
Toen de Hellfire Club de X-Men aanviel verwijderde Cassandra Nova Beasts menselijke bewustzijn, waardoor hij alleen nog over zijn beestinstincten beschikte.

## Krachten en vaardigheden
Het is mogelijk dat Beasts mutatie een resultaat is van genetisch atavisme. Echter, hij vertoont ook Neotenische karakteristieken, wat verklaart hoe hij ondanks zijn beestachtige uiterlijk nog een intelligent brein kon ontwikkelen.

### Oorspronkelijke mutaties
Oorspronkelijk had Hank McCoy een menselijk lichaam met enkele gorilla-achtige ledematen zoals extra grote handen en voeten. Dit gaf hem bovenmenselijke kracht, snelheid, wendbaarheid en coördinatie. Hij kan veel taken net zo makkelijk uitvoeren met zijn voeten als met zijn handen. Dankzij zijn gave en intensieve training, kan Beast een olympisch atleet verslaan in veel onderdelen.
Later muteerde Hank verder. Hij verkreeg een vacht, nagels, scherpe tanden en een meer beestachtige vorm. In deze gedaante kon Beast met zijn klauwen tegen muren opkruipen en werd sterk genoeg om een val die de botten van een normaal mens zou breken te overleven. Ook zijn benen werden sterker, waardoor hij enorm ver kon springen en op grote snelheid kon rennen. Verder kon zijn lichaam stemmingsveranderende feromonen uitstralen.

### Tweede mutatie
Na zwaargewond te zijn geraakt, zorgde Sage dat Beasts lichaam een tweede mutatie onderging. Dit resulteerde in een meer katachtig uiterlijk. Zijn kracht, snelheid en zintuigen namen nog verder toe. Ook kreeg hij katachtige reflexen en wendbaarheid. Daarnaast ontwikkelde Beast een versnelde geneesfactor waardoor hij lichte tot middelmatige verwondingen in een paar uur kon genezen.

### Intelligentie
Naast zijn mutantengaven is Hank ook een groot genie. Hij is een wereldberoemd biochemicus, en de man die een geneesmiddel vond tegen het Legacy virus. Zijn kennis in genetica is gelijk aan die van Professor X. Daarnaast is Beast goed bedreven in taalkunde, literatuur, filosofie, geschiedenis, kunst en muziek, met een speciale verwantschap voor wetenschap en technologie en een voorliefde voor het citeren van literaire klassiekers.

## Alternatieve versies

### Dark Beast
Een kwaadaardige dubbelganger van Hank McCoy. Hij ontsnapte uit de “Age of Apocalypse” tijdlijn waarin hij genetische manipulatie leerde van de Mister Sinister uit die wereld. Hij was ook verantwoordelijk voor de creatie van de originele Morlocks. Dark Beast heeft alle krachten en intelligentie van Hank McCoy, maar geen van zijn gedragsnormen. Echter: door Hanks recente mutaties, waarbij hij ook extra kracht kreeg, is Dark Beast niet langer sterker dan Hank.

### Ultimate Beast
In het Ultimate Marvel universum was Hank McCoy al bij zijn geboorte zichtbaar een mutant. Hij had enorme aapachtige handen en voeten, en kreeg daardoor al op jonge leeftijd met veel vooroordelen te maken. Hij besloot zijn immense intelligentie verborgen te houden om nog meer complicaties te voorkomen. Hij was een van de oprichters van de Ultimate X-men, waar hij de codenaam Beast aannam. Hier werd hij de X-Mens hoofdmechanica, en werkte vooral aan de X-Jet en de Danger Room.
Beast werd uiteindelijk verliefd op Storm. Hoewel zij van hem hield vanwege zijn intelligentie, maar Beasts minderwaardigheidscomplex stond hun relatie vaak in de weg.
Ultimate Beast had net als zijn tegenhanger uit de standaard strips een zeer hoog IQ. Zijn mutatie gaf hem een beestachtig uiterlijk met bovenmenselijke kracht, snelheid, uithoudingsvermogen, reflexen. Hij kon met beide handen tegelijk schrijven, en met zijn tenen een knoop leggen. Als onderdeel van het Weapon X programma werd Beast verder gemuteerd waardoor hij klauwen, verhoogde zintuigen en een blauwe vacht kreeg.
Uiteindelijk stierf deze versie van Beast in Ultimate X-Men #45, toen hij werd verpletterd door de aanval van een Sentinel. Vooral Storm had het moeilijk met Beasts dood.

## Films

### X-Men films
- In de film X2: X-Men United, is Dr. Hank McCoy even kort te zien in een interview op tv. Hier heeft hij zijn menselijke vorm nog, en wordt gespeeld door Steve Bacic. Er stond een scène gepland waarin zou worden getoond hoe Hank, als gevolg van Professor X’ (onbewuste) poging alle mutanten te doden, zijn beestachtige vorm verkreeg. Maar deze scène ging uiteindelijk niet door.
- In X-Men: The Last Stand, werd Beast gespeeld door Kelsey Grammer.
- In de prequelfilm X-Men: First Class wordt Beast gespeeld door Nicholas Hoult maar dan als de jonge Hank.
- Zowel Hoult als Grammer keren terug in de rol van respectievelijk de jongere en de oudere versie van Beast in X-Men: Days of Future Past.
- Hoult keerde later terug als Beast voor de films X-Men: Apocalypse, Deadpool 2 (cameo) en X-Men: Dark Phoenix.

#### Biografie in de films
Beast is een wetenschapper aangezien hij een doctoraat heeft, hij het tijdschrift Scientific American leest en in een opmerking tegen Storm. Hij helpt de X-Men bij het verdedigen van Alcatraz tegen Magneto’s troepen. Hier draagt hij ook een X-Men kostuum, en maakt de opmerking dat het strakker zit dan vroeger. Dit bewijst dat Beast al eerder met de X-Men gewerkt heeft. In het gevecht maakt hij Magneto onschadelijk met het geneesmiddel. Later werd hij namens de Verenigde Staten ambassadeur van de Verenigde Naties.

### Marvel Cinematic Universe
Dr. Henry "Hank" McCoy / Beast verschijnt in het Marvel Cinematic Universe in de post-credit scene van de film The Marvels uit 2023. Hierin wordt Beast opnieuw gespeeld door Kelsey Grammer uit X-Men: The Last Stand en X-Men: Days of Future Past. Echter is nog niet bekend of de Beast die we in deze film zien de zelfde versie is als in de X-Men. Beast in The Marvels komt uit een alternatief universum waarin Monica Rambeau terecht komt.

## Beast in andere media

### Televisie
- Beast verscheen samen met de andere originele X-Men in de aflevering " The Origin of Iceman" van de animatieserie Spider-Man and His Amazing Friends. Hij werd enkel getoond in een flashback, en in zijn oorspronkelijke menselijke vorm.
- Beast was een vast lid van het X-Men-team in de serie X-Men. In deze serie werd zijn stem gedaan door George Buza. Deze versie van Beast verscheen ook in twee afleveringen van Spider-Man: The Animated Series.
- In X-Men: Evolution, was Hank McCoy een student op Bayville School in New York. Als tiener werd hij al eens opgezocht door Professor X, maar ging toen niet in op diens aanbod op zijn school te komen. Hank werd uiteindelijk een scheikunde en gym leraar. Over de jaren wist hij zijn mutatie in de hand te houden met een serum. Toen dit serum echter op een gegeven moment faalde veranderde Hank in Beast. Als Beat richtte hij grote verwoestingen aan en werd een voortvluchtige crimineel. Hij wist uiteindelijk controle over zichzelf terug te krijgen, maar zat vast in zijn beestachtige vorm. Niet in staat zijn oude leven weer op te pakken, ging Hank akkoord met Professor X’ voorstel om op zijn school mutanten les te geven. Beasts stem werd gedaan door Michael Kopsa.